# Le vie della frontiera
Le vie della frontiera (The Road to the Rim) è un romanzo breve di fantascienza dello scrittore australiano A. Bertram Chandler, pubblicato nel 1967, appartenente al filone space opera.

## Storia editoriale
Il romanzo è stato pubblicato per la prima volta in due puntate, sui numeri di aprile e maggio 1967 della rivista If, ripubblicato nello stesso anno in edizione rilegata omnibus, in abbinamento con il romanzo The Lost Millennium degli autori Leigh Richmond e Walt Richmond.
Il romanzo è il primo, in ordine narrativo, di una lunga serie di opere che hanno come protagonista il comandante spaziale John Grimes, a loro volta ambientate nel più ampio milieu narrativo, il cosiddetto "Rim Worlds", che vede l'umanità espandersi ai bordi della Galassia. Le storie del comandante John Grimes proseguono con il romanzo To Prime the Pump (1971), mai pubblicato in Italia.
The Road to the Rim è stato tradotto in italiano, tedesco, svedese, giapponese, portoghese, russo, ceco, francese; in Italia il romanzo è stato pubblicato per la prima volta nel 1968 con il titolo Le vie della frontiera.

## Trama
L'aspirante John Grimes del Servizio di sorveglianza della Federazione è al suo primo imbarco sull'astronave commerciale Delta Orionis. L'incarico è una tappa necessaria, di ambientazione allo Spazio, prima di successivi imbarchi su astronavi militari. A bordo fa la conoscenza del burbero e libertino comandante, il capitano Jerry Craves, e degli altri membri dell'equipaggio che lo trattano con sussiego, a causa della sua scarsa esperienza, ad eccezione della giovane e disinibita commissario di bordo Jane Pentecost che inizia a flirtare con lui. Durante una cena, in compagnia di Jane, viene attaccato da un passeggero, il signor Baxter, proveniente da uno dei Mondi di Frontiera; l'uomo accusa la Federazione e il Servizio di sorveglianza di non proteggere i coloni dalle incursioni della confederazione di Waldegran, attacchi che vengono portati da astronavi sotto falsa bandiera pirata. Grimes è colpito da simili insinuazioni, e si rende conto di ignorare completamente le dinamiche politiche della frontiera.
Il Comandante mette in guardia Grimes dalle avances di Jane, rivelandogli che vi sono fondati sospetti che la ragazza sia un membro della fazione indipendentista dei Mondi di Frontiera e che stia cercando proseliti tra i militari per costituire una flotta da guerra, convertendo in navi militari quelle commerciali della compagnia di navigazione civile Sundowner Line. In effetti Grimes ha ricevuto una simile offerta da Jane ma ha rifiutato. Dopo alcuni giorni di navigazione giunge la notizia che l'astronave Epsilon Sextans, su cui viaggiava la moglie del comandante Craves quale commissario di bordo, è stata attaccata dai pirati che si sono impossessati di un prezioso medicinale, l'antigeatridina, soprannominato il siero dell'immortalità, destinato al pianeta Waverley. I Comandante ordina una deviazione e intercetta l'Epsilon Sextans gravemente colpita dal fuoco nemico. I sopravvissuti vengono messi in salvo ma la moglie di Grimes risulta tra le vittime. Il comandante Craves decide di vendicarsi contro le navi pirata e, anche grazie all'aiuto delle conoscenze militari di Grimes e di quelle tecniche di Baxter, riesce a riattivare l'Epsilon Sextans e ad equipaggiarla con delle armi che la Delta Orionis trasporta. Nel frattempo Craves, che ha avuto una storia di sesso con Jane, scopre che la ragazza ha anche una tresca con Craves. Un confronto tra i due mette in chiaro il loro rapporto: Jane è una donna libera e non ama Grimes, pur avendo per lui una forte simpatia. Jane è inoltre preoccupata che la partecipazione di Grimes nell'azione contro i pirati, missione non autorizzata dalla Federazione, possa comprometterne la carriera. Grimes è ben conscio dei rischi ma accetta comunque di correrli. L'azione ha successo e le due astronavi pirata, l'Adler e l'Albatros, vengono distrutte dall'Epsilon Sextans: il coinvolgimento della confederazione di Waldegran risulta evidente e la Federazione schiera la sua flotta a difesa dei Mondi di Frontiera.
Il comandante Craves, ufficiale della riserva del Servizio di sorveglianza della Federazione, usa la sua vecchia amicizia con l'ammiraglio Williams della Federazione per scagionare Grimes dalle accuse di insubordinazione. Grimes ritorna nei ranghi del Servizio di sorveglianza della Federazione e si congeda definitivamente da Jane e dal comandante Craves; quest'ultimo decide di unirsi alla fazione indipendentista dei Mondi di Frontiera seguendo Jane.

## Personaggi
John GrimesGiovane Ufficiale del Servizio di sorveglianza della Federazione, al suo primo imbarco.
Jerry CravesIl comandante dell'astronave Delta Orionis e ufficiale della riserva del Servizio di sorveglianza della Federazione. Quando sua moglie rimane uccisa a causa dell'attacco dei pirati all'astronave sulla quale era imbarcata come commissario di bordo, decide di vendicarsi.
Jane PentecostIl commissario della Delta Orionis. Membro della fazione indipendentista dei Mondi di Frontiera, ha un rapporto sessuale con Grimes, avendo anche una relazione con il comandante Craves.
BaxterPasseggero a bordo della Delta Orionis, colono della Frontiera. La sua competenza nella propulsione spaziale tornerà utile.
LeatourneauL'addetto alle comunicazioni del Delta Orionis. È un ufficiale Radio-Psionico, ossia in grado di comunicare telepaticamente in modo istantaneo con altri telepati dislocati nella galassia.

## Edizioni
- (EN) A. Bertram Chandler, The Road to the Rim 1/2, in If, n. 113, New York, Galaxy Publishing Corporation, aprile 1967.
- (EN) A. Bertram Chandler, The Road to the Rim 2/2, in If, n. 114, New York, Galaxy Publishing Corporation, maggio 1967.
- (EN) A. Bertram Chandler, The Road to the Rim, in The Lost Millennium / The Road to the Rim, Ace Double, H-29, New York, Ace Books, 1967.
- A. Bertram Chandler, Le vie della frontiera, traduzione di Beata Della Frattina, Collana Urania, n. 499, Milano, Arnoldo Mondadori Editore, 20 ottobre 1968.
- (SV) A. Bertram Chandler, Utpost i rymden, traduzione di Carl Henner, Lindqvist Pocket Science Fiction, n. 1, Stoccolma, Lindqvist, 1969.
- (DE) A. Bertram Chandler, Straße in die Unendlichkeit, Terra Nova, n. 74, Monaco di Baviera, Moewig, 18 luglio 1969.
- A. Bertram Chandler, Le vie della frontiera, in Le vie della frontiera, traduzione di Beata Della Frattina, Biblioteca di Urania, n. 4, Milano, Arnoldo Mondadori Editore, settembre 1979.
- (PT) A. Bertram Chandler, Missão de vingança, traduzione di Eurico da Fonseca, Argonauta, n. 407, San Paolo del Brasile, Livros do Brasil, 1991.
- (CS) A. Bertram Chandler, Cesta na okraj, traduzione di Pavel Musiol, Wales, 2004, ISBN 80-86390-77-2.
- (FR) A. Bertram Chandler, La route des confins, traduzione di Sylvain Berthet, n. 1, Lione, Les Moutons Électriques, 2007, ISBN 978-2-915793-26-0.